# Deșertul foișoarelor

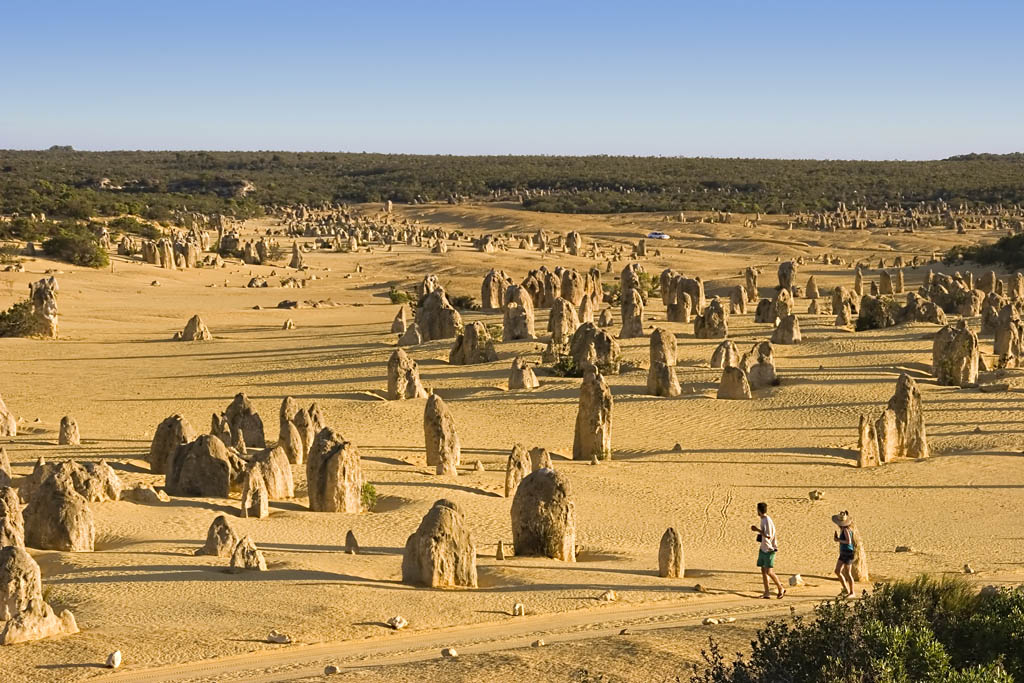
Deșertul foișoarelor, Australia de Vest

Deșertul Foișoarelor este una dintre cele mai izolate și rar vizitate regiuni din Australia, situat în apropierea localității Cervantes, în Australia de Vest. Accesul se poate face doar cu vehicule de teren, întrucât formațiunile geologice din zonă — steiuri și colți de calcar — pot deteriora rapid anvelopele vehiculelor obișnuite.
Cunoscut și sub numele de The Pinnacles – este o zonă izolată din Nambung National Park, situată la aproximativ 17 km sud de localitatea Cervantes. Aici se ridică mii de stâlpi de calcar, unii de până la 3,5 m înălțime, sculptați natural de vânt și nisip.

## Descoperire și istoric
Deși formațiunile cunoscute sub numele de foișoare au o vechime estimată la 25.000–30.000 de ani, ele au fost probabil expuse la suprafață în ultimii 100 de ani. Prima mențiune documentată datează din 1956, când Harry Turner, un istoric din Perth, a descoperit formațiunile. Până atunci, ele păreau necunoscute, cu excepția unor relatări vagi conform cărora primii coloniști olandezi ar fi confundat aceste structuri cu ruinele unui oraș antic.
La baza unor formațiuni au fost descoperite cochilii și artefacte din Epoca de Piatră, ceea ce indică faptul că aceste structuri au mai fost expuse anterior. Analizele cu carbon radioactiv au arătat că unele cochilii au o vechime de aproximativ 5.000 de ani, ceea ce sugerează că foișoarele erau vizibile cu circa 6.000 de ani în urmă.

## Dinamică naturală
Vânturile care străbat Deșertul Foișoarelor modifică constant relieful, alternând între expunerea și acoperirea formațiunilor de calcar. Acest proces continuu face ca peisajul să fie într-o permanentă transformare. Se estimează că, în câteva secole, formațiunile ar putea dispărea complet sub nisip, deși în prezent fac parte din Parcul Național Nambung.

## Formarea foișoarelor
Originea acestor formațiuni remarcabile este strâns legată de activitatea mării și climatul regiunii.

În urmă cu 700.000–120.000 de ani, mările calde erau populate de moluște marine, precum scoicile patella. După moartea acestor organisme, cochiliile lor s-au transformat în nisip calcaros. Acest nisip a fost adus de valuri și vânt la țărm, unde s-a acumulat formând dune. Climatul mediteranean, cu ierni ușoare și veri calde, a permis dezvoltarea vegetației care a stabilizat dunele prin rețelele de rădăcini și formarea de humus.

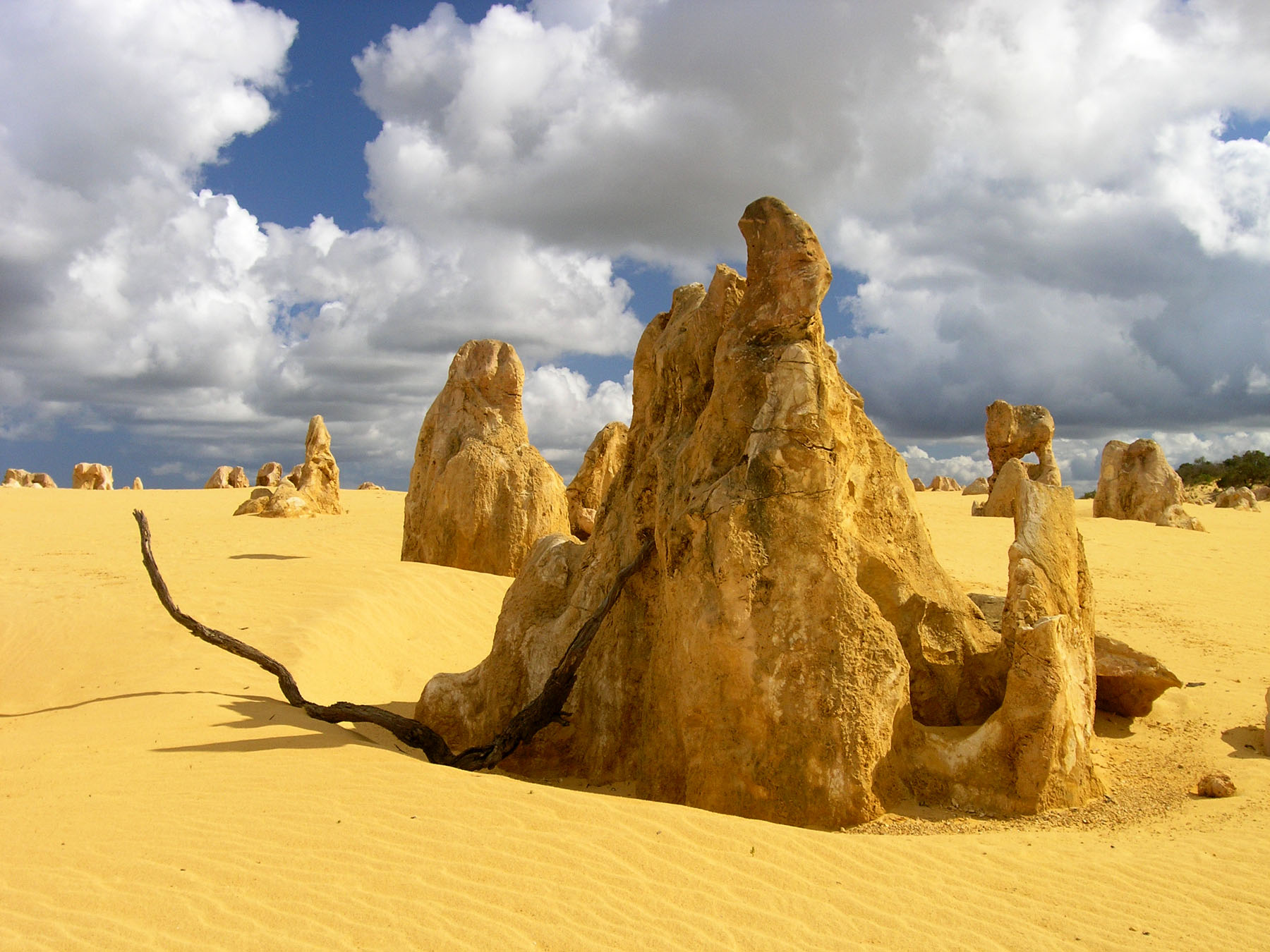
Foișor de calcar

Procesul de cementare a început odată cu infiltrarea apelor acide de iarnă, care au dizolvat unele particule de nisip. În timpul verii, acest material dizolvat s-a întărit, particulele s-au sudat, formând calcar. Rădăcinile plantelor au pătruns în acest strat, contribuind la acumularea suplimentară de calcar în jurul lor.
Ulterior, nisipul a acoperit din nou vegetația, iar rădăcinile au putrezit, lăsând în urmă canale subțiri în stratul de calcar. Aceste canale au fost lărgite în timp de apele infiltrate, iar eroziunea a eliminat roca mai slabă, rămânând doar părțile mai dure — actualele foișoare.

## Caracteristici geologice
Multe dintre aceste formațiuni prezintă dungi transversale, care reflectă depunerea succesivă a straturilor de nisip și modificările în orientarea acestora, cauzate de schimbarea poziției și formei dunelor în decursul timpului.